# マリーナ・プリスチェパ
マリーナ・プリシチェパ（ウクライナ語: Марина Андріївна Прищепа , Maryna Pryshchepa、1983年7月28日 - ）はウクライナのキーウ出身の女子柔道家。身長171cm。

## 来歴
2008年の北京オリンピックは初戦で敗れた。2009年の世界選手権ではオランダのマリンド・フェルケルクに敗れたものの2位となった。2010年の世界選手権は5位だった。2012年のロンドンオリンピックでは初戦でフランスのオドレー・チュメオに大外刈で一本負けを喫した。
一方で、サンボの世界選手権では2007年に72kg級、2012年と2013年には80kg級で優勝している。

## 主な戦績
70kg級での戦績
- 2000年 - ヨーロッパジュニア　3位
- 2001年 - ヨーロッパジュニア　2位
- 2002年 - ヨーロッパジュニア　3位
- 2002年 - 世界学生　優勝
- 2004年 - フランス国際　2位
- 2004年 - U23ヨーロッパ柔道選手権　優勝
- 2005年 - フランス国際　3位
- 2005年 - 世界選手権　5位
- 2005年 - U23ヨーロッパ柔道選手権　2位
- 2006年 - ヨーロッパ選手権　3位
- 2007年 - フランス国際　優勝
- 2007年 - ヨーロッパ選手権　3位
- 2007年 - 世界選手権　5位

78kg級での戦績
- 2008年 - ブルガリア国際　優勝
- 2009年 - グランドスラム・パリ　3位
- 2009年 - ヨーロッパ選手権　2位
- 2009年 - 世界選手権　2位
- 2009年 - グランプリ・アブダビ　2位
- 2009年 - グランドスラム・東京　5位
- 2010年 - ヨーロッパ選手権　3位
- 2010年 - ワールドカップ・カイロ　優勝
- 2010年 - 世界選手権　5位
- 2010年 - グランプリ・アブダビ　3位
- 2011年 - ワールドカップ・マドリード　優勝
- 2012年 - ヨーロッパ選手権　3位